# كوستاس كونستانتيدس
كوستاس كونستانتيدس (باليونانية: Κώστας Κωνσταντινίδης)‏ (31 أغسطس 1972 بشورندورف في ألمانيا - ) هو لاعب كرة قدم يوناني في مركز الدفاع. شارك مع منتخب اليونان لكرة القدم. أما مع النوادي، فقد لعب مع باناثينايكوس وبولتون واندررز ونادي أبويل ونادي كولن ونادي هرتا برلين ونيا سلاميس فاماغوستا وهانوفر 96 وS.F.K. Pierikos (football) ‏ وأوفي كريت.

## مسيرته الكروية
لعب كوستاس كونستانتيدس خلال مسيرته الاحترافية مع 8 أندية في عشرون موسمًا وسجل خلالها 25 هدفًا ضمن 356 مباراة. ولم يفز بأي موسم بالكأس أو بالدوري.
خاض كوستاس كونستانتيدس مسيرته مع S.F.K. Pierikos (football) ‏ في موسم 1991–92 واستمر معه طيلة ثلاثة مواسم، مشاركًا في 82 مباراة سجل خلالها 4 أهداف. ثم انتقل إلى نادي أوفي كريت في موسم 1994–95 في المرة الأولى واستمر معه طيلة ثلاثة مواسم ثم في موسم 2005–06 ولمدة موسمين، حيث شارك طوالها في 100 مباراة سجل خلالها 8 أهداف. لينتقل بعدها إلى نادي باناثينايكوس في موسم 1996–97 واستمر معه طيلة ثلاثة مواسم، مشاركًا في 60 مباراة سجل خلالها 7 أهداف. ثم انتقل إلى SG Gesundbrunnen Berlin ‏ في موسم 1999–00 ليلعب معه أربعة مواسم، مشاركًا في 48 مباراة سجل خلالها هدفين. هذا وانتقل لاحقًا إلى نادي بولتون واندررز في موسم 2001–02 لمدة موسم واحد، مشاركًا في 3 مباريات ولم يسجل أي هدف. ثم انتقل بعدها إلى نادي هانوفر 96 في موسم 2002–03 ولمدة موسمين، مشاركًا في 43 مباراة سجل خلالها 3 أهداف. ليعود وينتقل من جديد، لكن هذه المرة إلى نادي كولن في موسم 2004–05 لمدة موسم واحد، مشاركًا في 14 مباراة سجل خلالها هدفًا واحدًا. لينتقل بعدها إلى نادي نيا سلاميس فاماغوستا في موسم 2007–08 لمدة موسم واحد، مشاركًا في 6 مباريات ولم يسجل أي هدف.

## روابط خارجية
- كوستاس كونستانتيدس على موقع قاعدة بيانات كرة القدم.إي يو (الإنجليزية)
- كوستاس كونستانتيدس على موقع بيانات كرة القدم. دي إي (الألمانية)
- كوستاس كونستانتيدس على موقع ناشيونال فوتبول تيمز (الإنجليزية)
- كوستاس كونستانتيدس على موقع عالم كرة القدم.نت (الإنجليزية)